# Et campos ubi Troia fuit
La locuzione latina Et campos ubi Troia fuit, tradotta letteralmente, significa e i campi dove si trovava Troia (Virgilio, Eneide, libro III).
Mentre Troia brucia davanti agli occhi dei superstiti, riuniti attorno a lui, Enea dice "abbandoniamo i patri lidi, il porto ospitale e i campi dove sorgeva Troia":  l'eroe troiano incarna il dolore del popolo cacciato dalla sua patria.